# 國際鐵路聯盟
國際鐵路聯盟（法語：Union Internationale des Chemins de Fer，UIC），1922年12月1日成立於法國巴黎，總部也設在巴黎，歐規的鐵路系統標準主要由此聯盟制定，稱為國際鐵路規則（International Union of Railways Codes）。其使命為“促進世界鐵路運輸并迎合機動性的挑戰及可持續發展”。國際鐵路聯盟會定期出版刊物稱為《國際鐵路》。

## 成員

國際鐵路聯盟成員
活躍成員
準成員
附帶成員

國際鐵路聯盟成立於1922年10月20日，它當時有51個以鐵路系統或營運機構為單位的成員來自29個國家，主要为西欧国家，还包括中国和日本。之后苏联、中东、北非的成员也加入了国际铁路联盟。至2015年10月，國際鐵路聯盟有來自世界五大洲的194個成員。
- 74活躍成員（包括阿富汗，中国大陆，欧洲，印度，日本，哈萨克斯坦，韩国，中东，北非，巴基斯坦，俄罗斯，南非和台湾和全球運營的鐵路公司。）
- 68個準成員（包括亞洲、非洲、美洲和澳大利亞的鐵路公司）
- 53個附屬成員（相關或附屬鐵路運輸的企業、研究機構或服務）

## 外部連結
- 國際鐵路聯盟（页面存档备份，存于）（英文）